# Pseudocolochirus
Genre
Pseudocolochirus est un genre d'holothuries (concombres de mer) de la famille des Cucumariidae. En raison de leur forme ronde, on les appelle souvent « pommes de mer ».

## Liste des espèces
Selon World Register of Marine Species (22 Février 2019) :
- Pseudocolochirus axiologus (H. L. Clark, 1914) -- Australie (nord et nord-ouest)
- Pseudocolochirus misakiensis Yamana & Kohtsuka, 2018 -- Japon (Jyogashima, autour de 100 m de profondeur, peut-être hétérogénérique)
- Pseudocolochirus unicus (Cherbonnier, 1988) -- Sud-Ouest de l'océan Indien
- Pseudocolochirus violaceus (Théel, 1886) -- Indo-Pacifique central

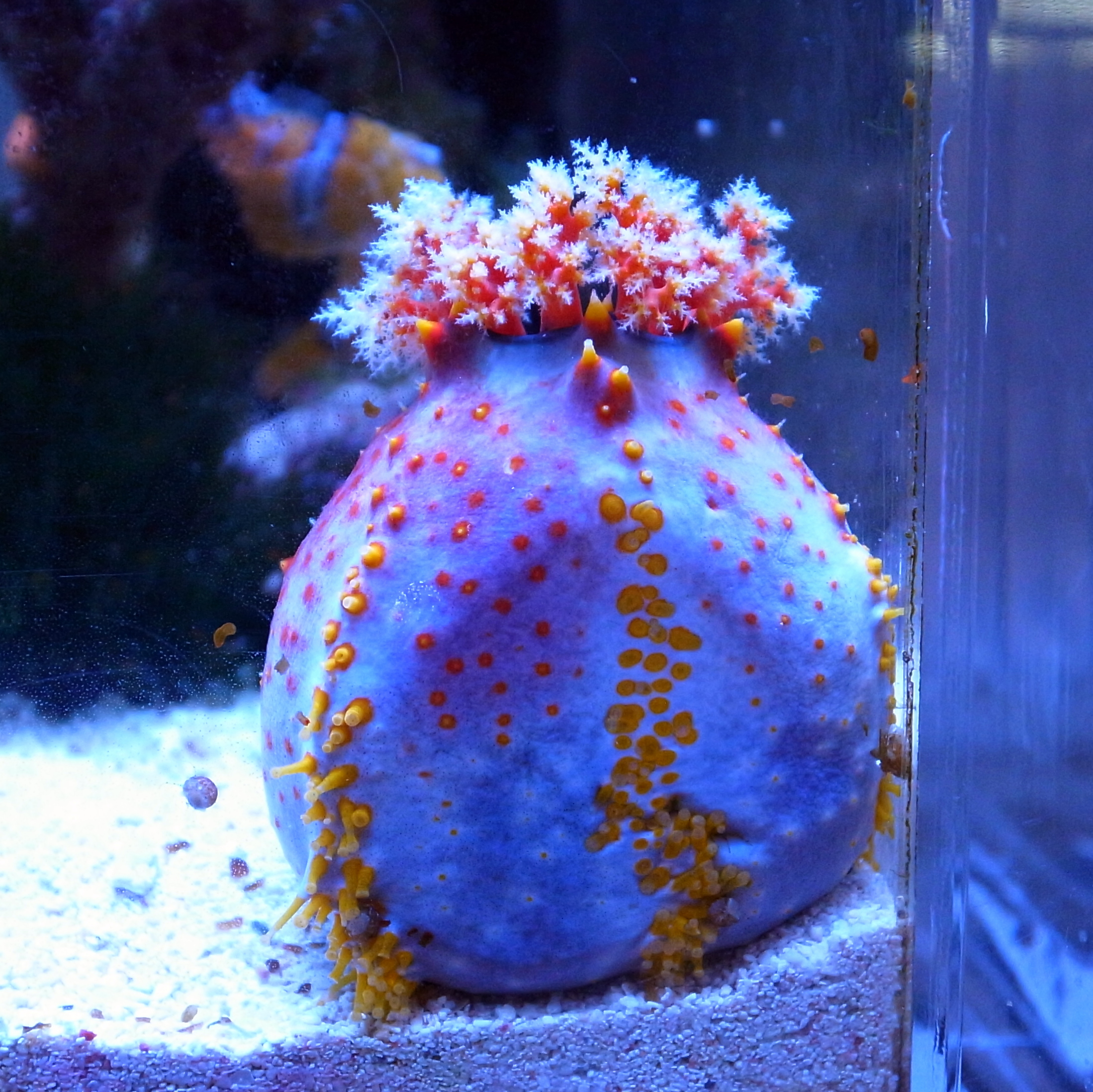
Pseudocolochirus axiologus.
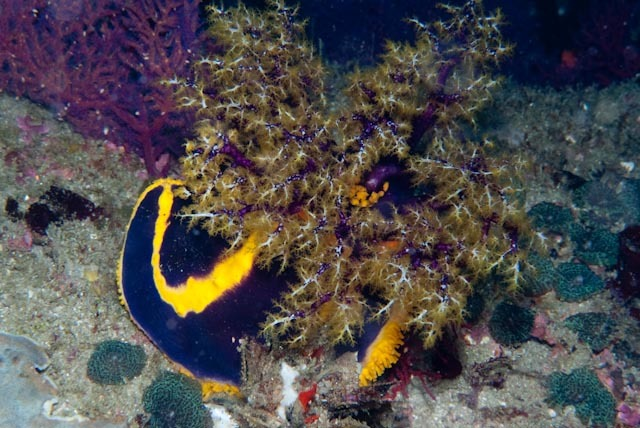
Pseudocolochirus unicus.
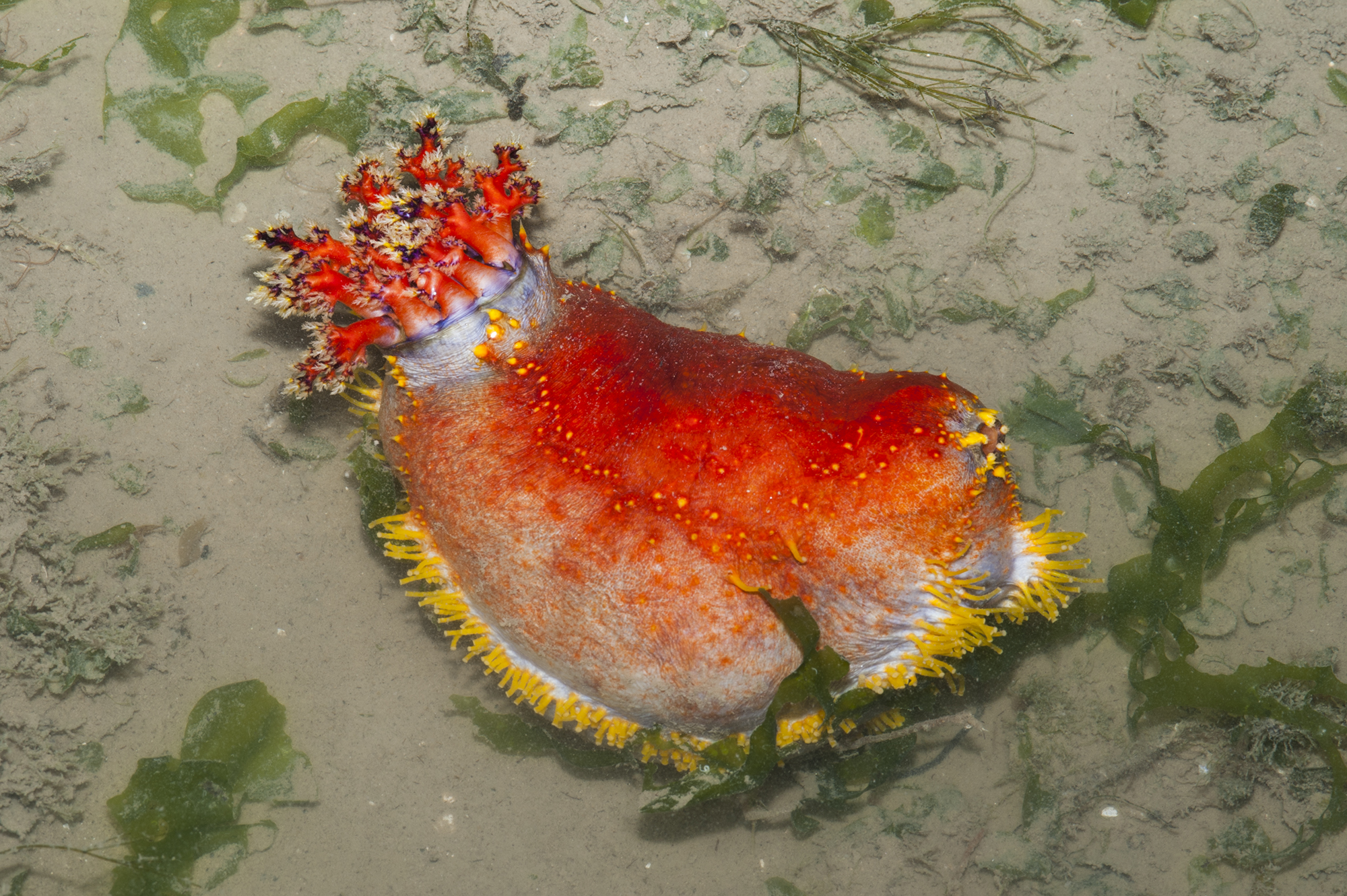
Pseudocolochirus violaceus.